# Momo Tamaokiová
Momo Tamaokiová (* 16. září 1994 Iwamizawa, Hokkaidó) je japonská zápasnice – judistka.

## Sportovní kariéra
S judem začínala na základní škole v rodném Iwamizawa. Po skončení střední internátní školy Fudžimura v Tokiu v roce 2013 se připravovala v profesionálním judistickém týmu pojišťovny Mitsui Sumitomo Insurance (MSI) pod vedením Hisaši Janagisawy a jeho asistentů. V japonské ženské reprezentaci se pohybuje od roku 2015 v lehké váze do 57 kg. V roce 2016 se na olympijské hry v Riu nekvalifikovala.

### Vítězství
- 2016 – 1x světový pohár (Budapešť)
- 2017 – 3x světový pohár (Oberwart, Chöch chot, Záhřeb)

## Výsledky
| Olympijské hry    |    |   | — |   |    |    | — |   |    |  |  |  |  |  |  |  |  |  |  |  |  |  |  |  |  |
| Mistrovství světa | —  | — |   | — | —  | —  |   | — | —  |  |  |  |  |  |  |  |  |  |  |  |  |  |  |  |  |
| Asijské hry       | —  |   |   |   | —  |    |   |   | 1. |  |  |  |  |  |  |  |  |  |  |  |  |  |  |  |  |
| Mistrovství Asie  |    | — | — | — |    | 1. | — | — |    |  |  |  |  |  |  |  |  |  |  |  |  |  |  |  |  |
| MS juniorů        | 2. | — |   | — | 1. |    |   |   |    |  |  |  |  |  |  |  |  |  |  |  |  |  |  |  |  |